# Puerto de Cotos
El puerto de Cotos o puerto del Paular es un paso de montaña de la sierra de Guadarrama, que separa las provincias españolas de Segovia y Madrid. Se encuentra a 1830 m de altitud sobre el nivel del mar.

## Localización

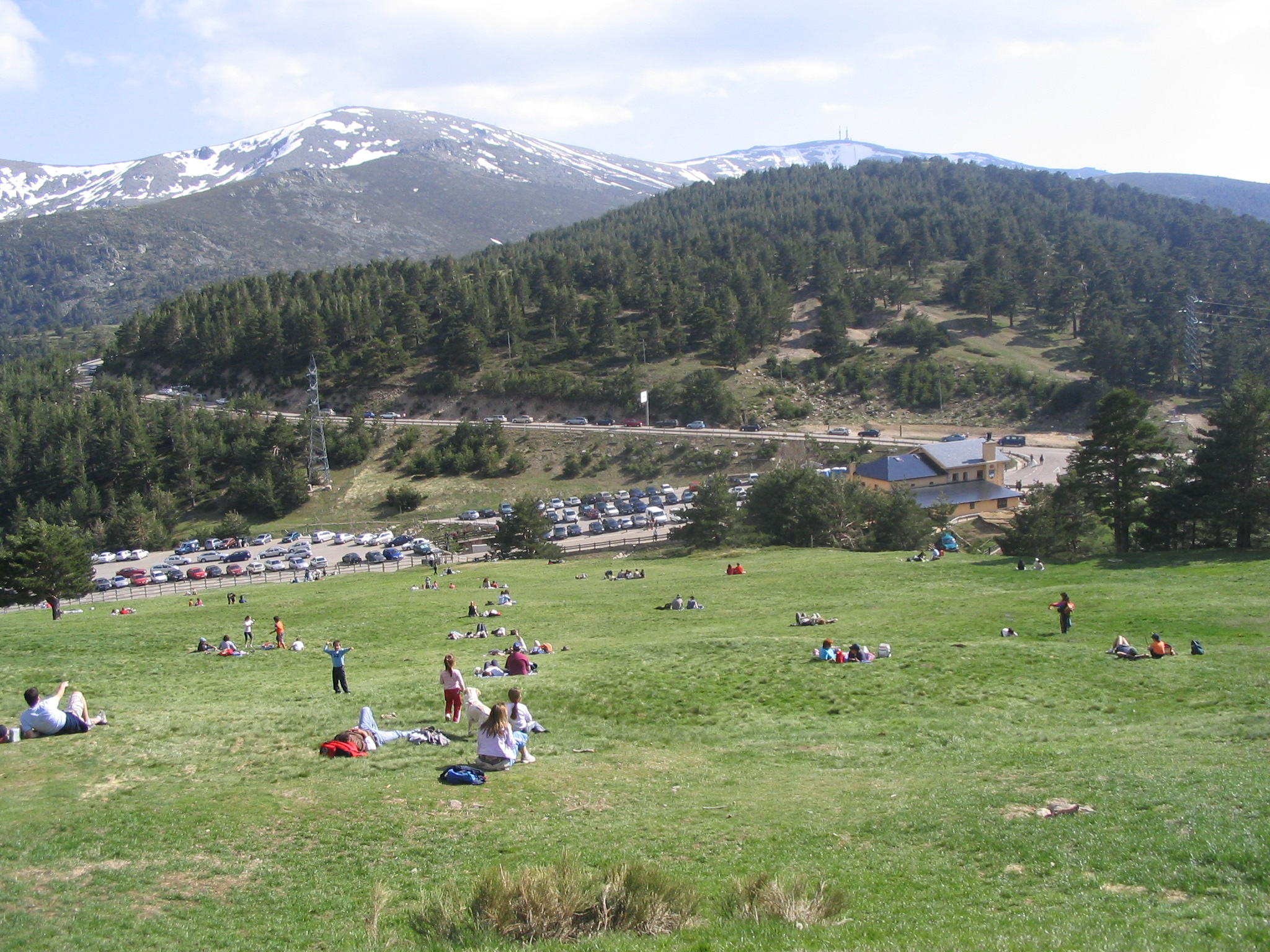
Vista de la pradera, la escuela de montañismo y el aparcamiento del puerto de Cotos en primavera.

Está situado en la sierra de Guadarrama, perteneciente al sistema Central.
Geográficamente separa los valles de Valsaín, al oeste, y del Lozoya, al este. También separa el macizo de Peñalara, al norte, y el cordal montañoso de la Cuerda Larga, al sur.
Recibe el nombre de "Los Cotos" por los pequeños postes de piedra, llamados cotos, que había hasta el siglo XX para indicar el camino que lo atravesaba cuando la nieve lo cubría.[cita requerida]

## Accesos
La carretera que atraviesa el puerto, antigua carretera comarcal C-604, se denomina SG-615 en la vertiente segoviana y M-604 en la madrileña, yendo desde Rascafría hasta el puerto de Navacerrada. Desde el propio puerto sale una carretera sin clasificar que lleva a la estación de esquí de Valdesquí.

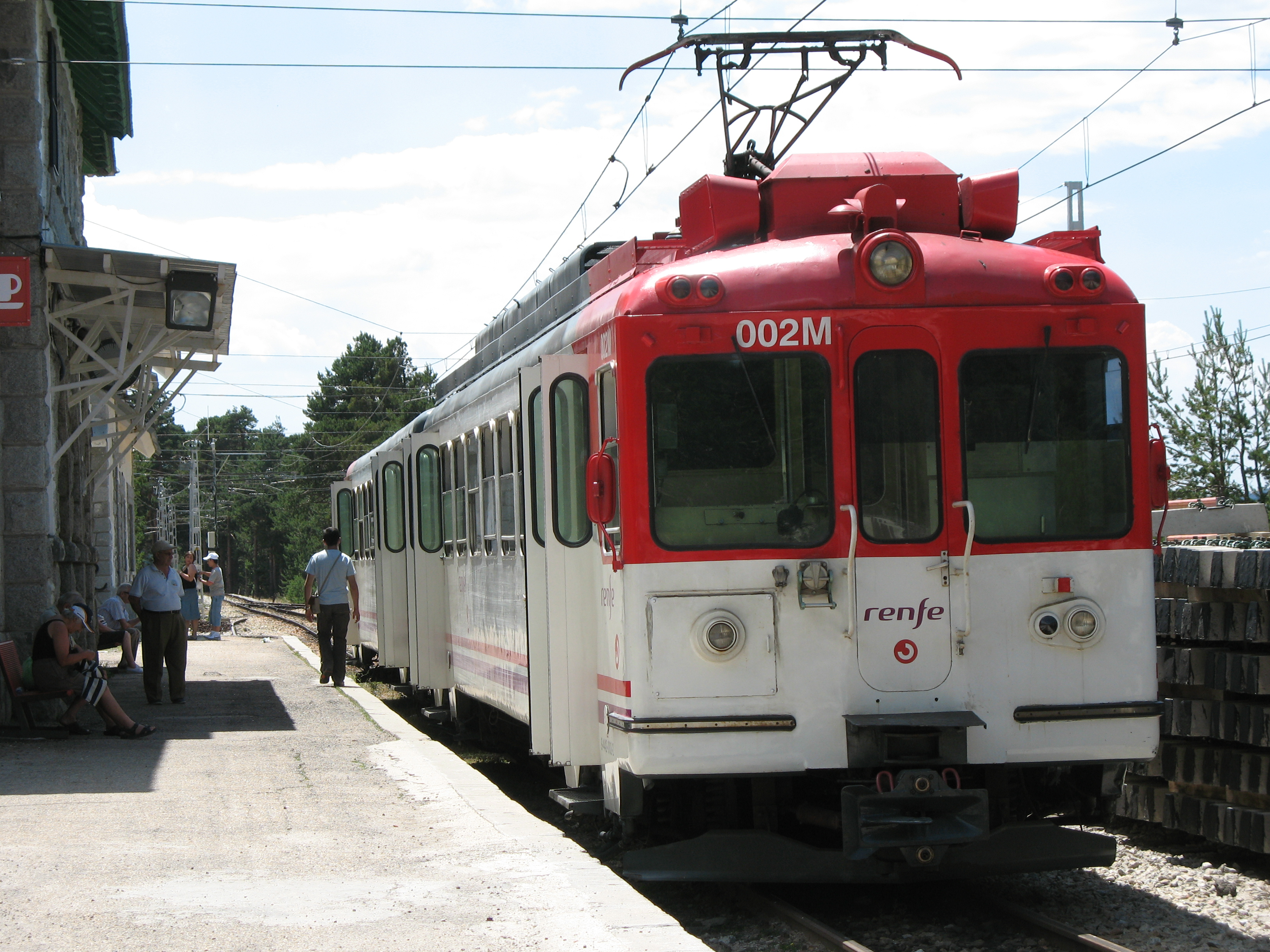
Ferrocarril de Guadarrama en la estación de Cotos.

Dispone de una estación de ferrocarril de la línea C-9 de Cercanías Madrid, también conocida como Ferrocarril de Cotos, que atraviesa la sierra y que pasa por el puerto de Navacerrada. 
El puerto de Cotos es el punto de partida de varios senderos que se adentran en el parque nacional de la Sierra de Guadarrama, de otro que asciende hacia la Bola del Mundo y también lo fue de la antigua estación de esquí de Valcotos.

## Edificaciones
En este puerto se encuentra un edificio del Club Alpino Español, un establecimiento de alquiler de esquíes y trineos, dos pistas para trineos, el bar-restaurante Venta Marcelino y un centro de información del parque nacional de la Sierra de Guadarrama.

## Historia
Durante la guerra civil española se asentó en el puerto un destacamento republicano.

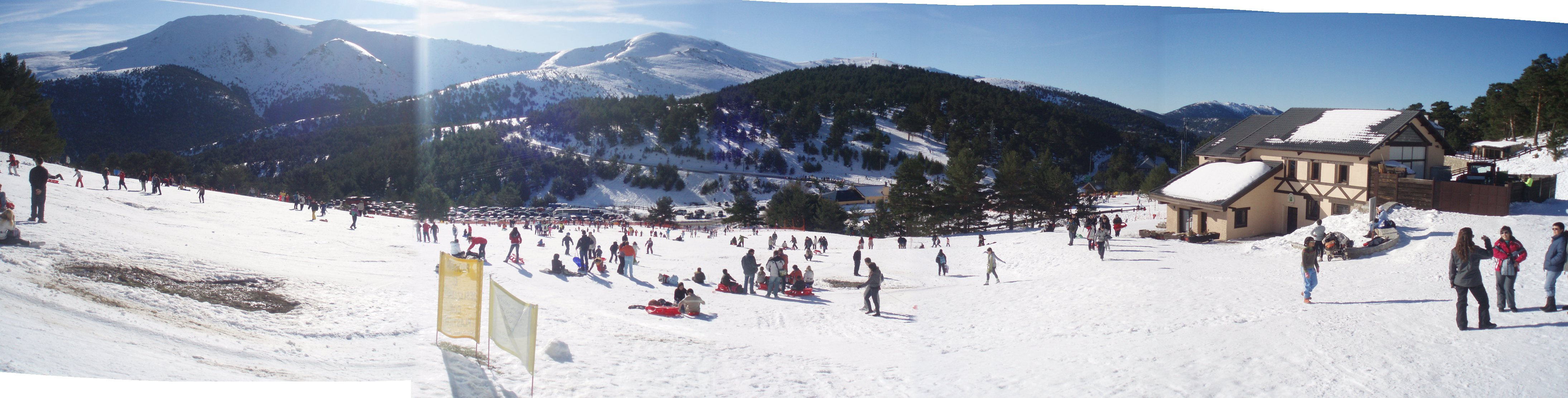
Vista invernal de la pradera del puerto llena de familias disfrutando de trineos.

## Conexiones

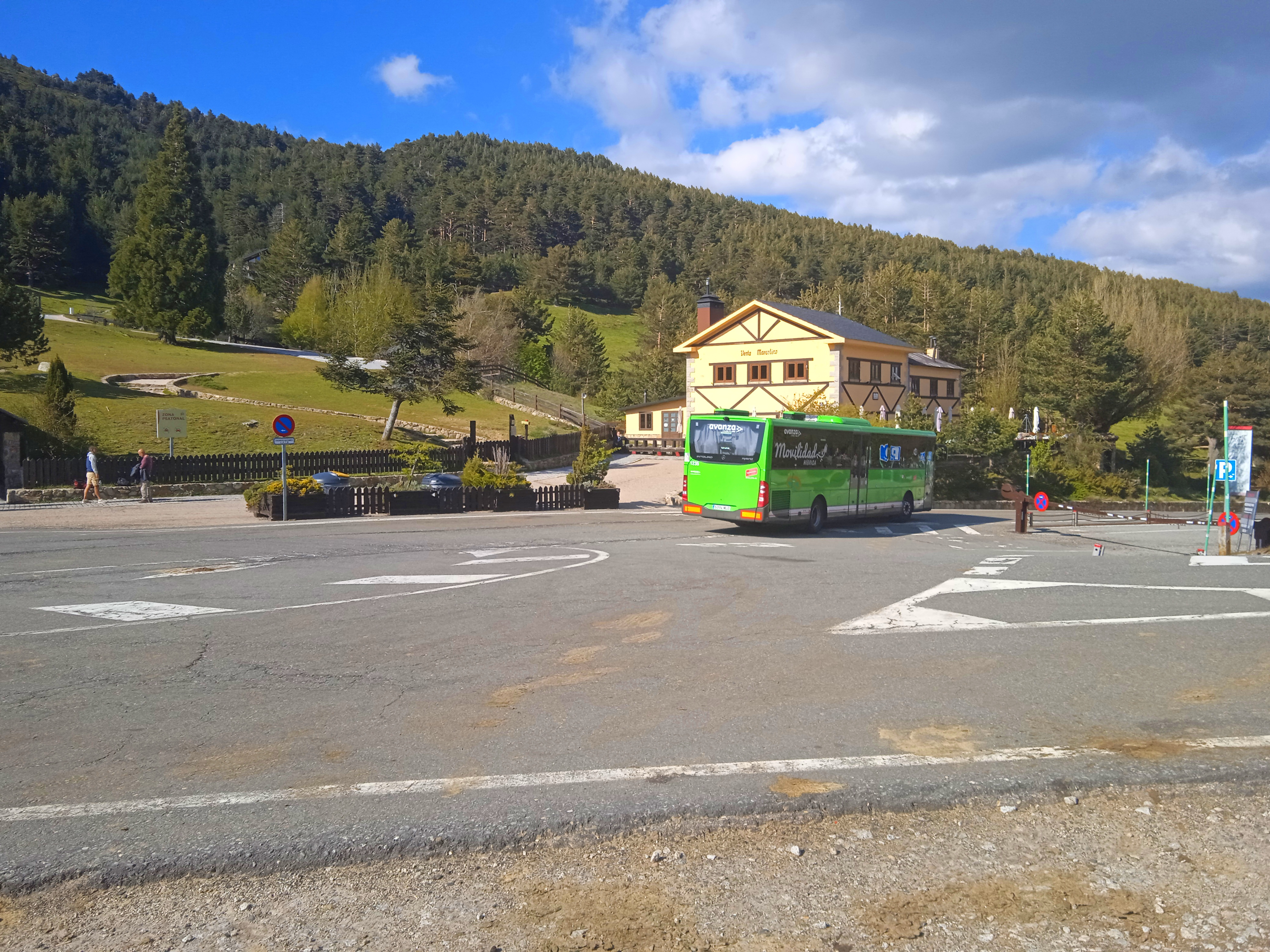
Autobús interurbano efectuando parada en el puerto de Cotos

El puerto de Cotos cuenta con conexión ferroviaria y de autobús en la vertiente segoviana.

### Servicios ferroviarios
| Línea | Recorrido                                | Estaciones        |
| ----- | ---------------------------------------- | ----------------- |
|       | Cercedilla- Puerto de Navacerrada- Cotos | Estación de Cotos |

### Autobuses
| Diurnos |                          |                                            |                           |
| Línea   | Destino                  | Parada                                     | Operador                  |
| 691     | Cotos - Valdesquí        | 09196 Ctra. de Valdesquí - Puerto de Cotos | Avanza Movilidad Integral |
| 692     | Cotos - Valdesquí        | 09196 Ctra. de Valdesquí - Puerto de Cotos | Avanza Movilidad Integral |
| 691     | Madrid (Moncloa)         | 09198 Ctra. SG-651 - Puerto de Cotos       | Avanza Movilidad Integral |
| 692     | Cercedilla - Los Molinos | 09198 Ctra. SG-651 - Puerto de Cotos       | Avanza Movilidad Integral |